# Кронберг (замок, Гессен)
Кронберг (нем. Burg Kronberg) — замок в городке Кронберг в районе Верхний Таунус в земле Гессен, Германия. Он включает в себя верхний средневековый замок, построенный в эпоху Гогенштауфенов, и более позднюю резиденцию, созданную родом фон Кронбергер.

## Расположение
Комплекс построен на высоте 285 метров над уровнем моря у подножия горы Альткёниг на южных склонах массива Таунус над городом Кронберг. С высоты замка открываются прекрасные виды на расположенный южнее лесистый горный массив Шпессарт, на пригороды Франкфурта-на-Майне и долину Рейна. На юго-востоке из замка можно разглядеть гору Доннерсберг в Пфальце. К северу видны высоты Таунуса и руины замков Фалькенштайн и Альткёниг, а также резиденцию Фридрихсхоф. Для любителей руин и замков Кронберг представляет часть живописного маршрута: Кёнигштайн-Фалькенштайн-Кронберг-Фридрихсхоф.

## История

### Ранний период
Точная дата основания замка неизвестна. Предполагается, что это произошло в конце правления императора Конрада III или в начале царствования Фридриха I Барбароссы. То есть примерно в середине XII века. Первый известный обитатель замка — министериал фон Эшборн, о чём есть косвенное упоминание в документах 1189—1190 годов.
Укрепления были возведены на скалистой возвышенности, внешне напоминавшей корону. Отсюда и название замка Кронберг (или Кроненберг), то есть «гора-корона». Возможно, на первом этапе это был простой деревянный частокол. Археологические находки позволяют предположить, что три башни верхнего замка были возведены между 1170 и 1200 годами, и только после этого из соединители каменными стенами. В то же время, здания внутри поначалу в основном оставались деревянными. Самые старые находки керамики датируются примерно 1200—1250 годами.
Первое непосредственные письменные упоминания о Кронберге и семье фон Эшборн датируются 1230 годом. Род оказался плодовитым. И вскоре в замке проживали представители сразу нескольких ветвей рода. Линия фон Оренштамм (род пресёкся в 1461 году) и линия Флюгельсштамм (пресеклась в 1617 году) проживали в зданиях в так называемом нижнем замке. непосредственно рядом с воротами и часовней. В то время основной род, Кроненштамм (пресёкся в 1704 года) проживали в главном замке.
Уже в XVII веке, особенно после завершения Тридцатилетей войны, многие представители рода фон Кронберг перебрались в другие резиденции и замки, в том числе в Богемии. В 1704 умер бездетным последний представитель старшей линии династии и непосредственный владелец замка Кронберг. Причём он скончался не здесь, а в замке Холенфельс.
Бывшая многолюдная резиденция опустела и оказалась фактически заброшена. Многие постройки стали разрушаться или использоваться как склады.

### От XVII по XX века

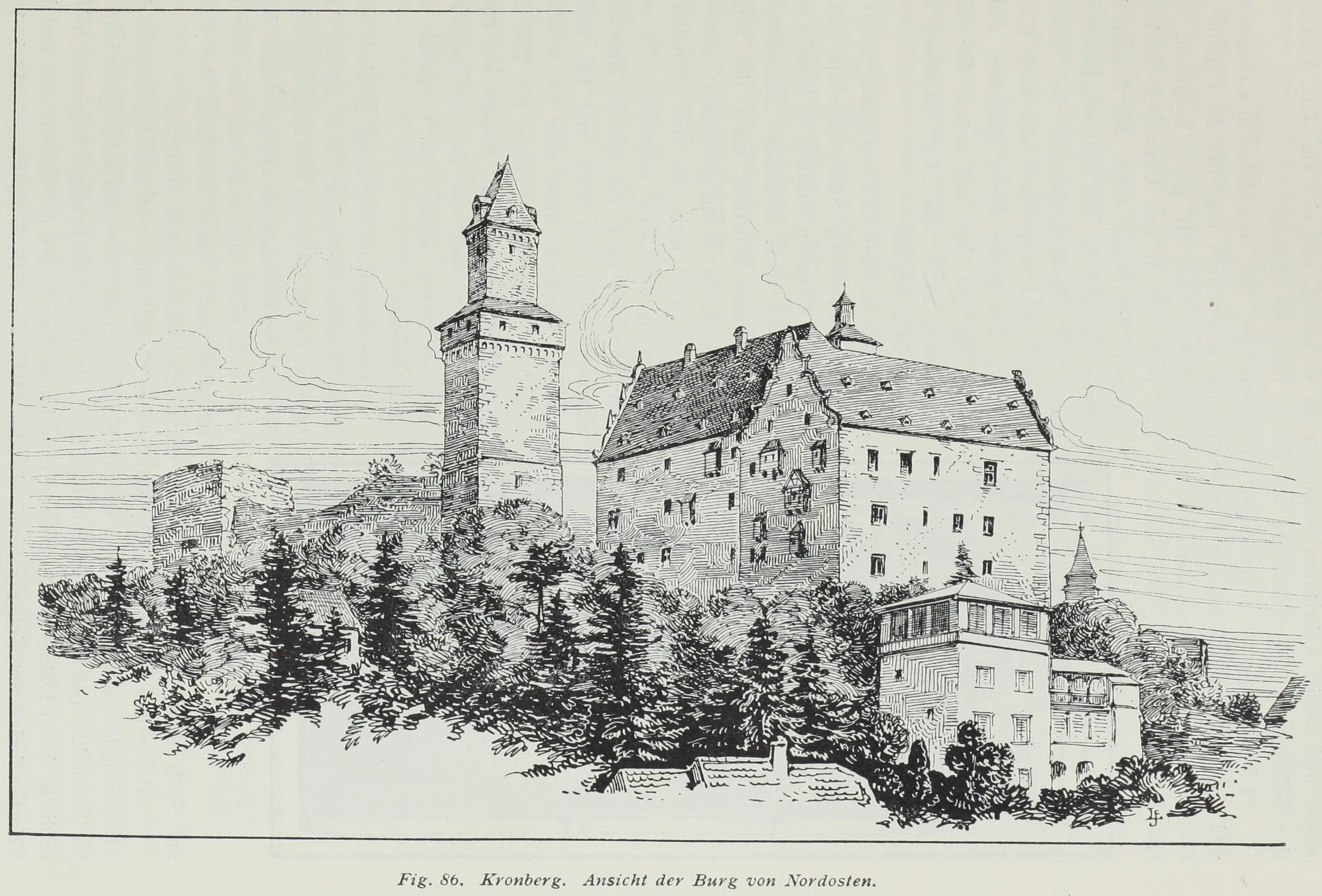
Замок на рисунке 1905 года

После 1704 года Кронберг стал собственностью властей Майнца, правители которого веками были сюзеренами владельцев замка. Судебный пристав Курфюршества Майнц озаботился сохранением замка. Часть зданий отремонтировали и стали использовать как католическую школу и жильё для учителей. Около замка разбили сад, который существует до сих пор.
Во время наполеоновских войн замок был занят французскими войсками. Одну из башен они использовали как тюрьму, а бывшую часовню в качестве конюшни. В 1802 году территория вокруг Кронберга была включена в состав герцогства Нассау.

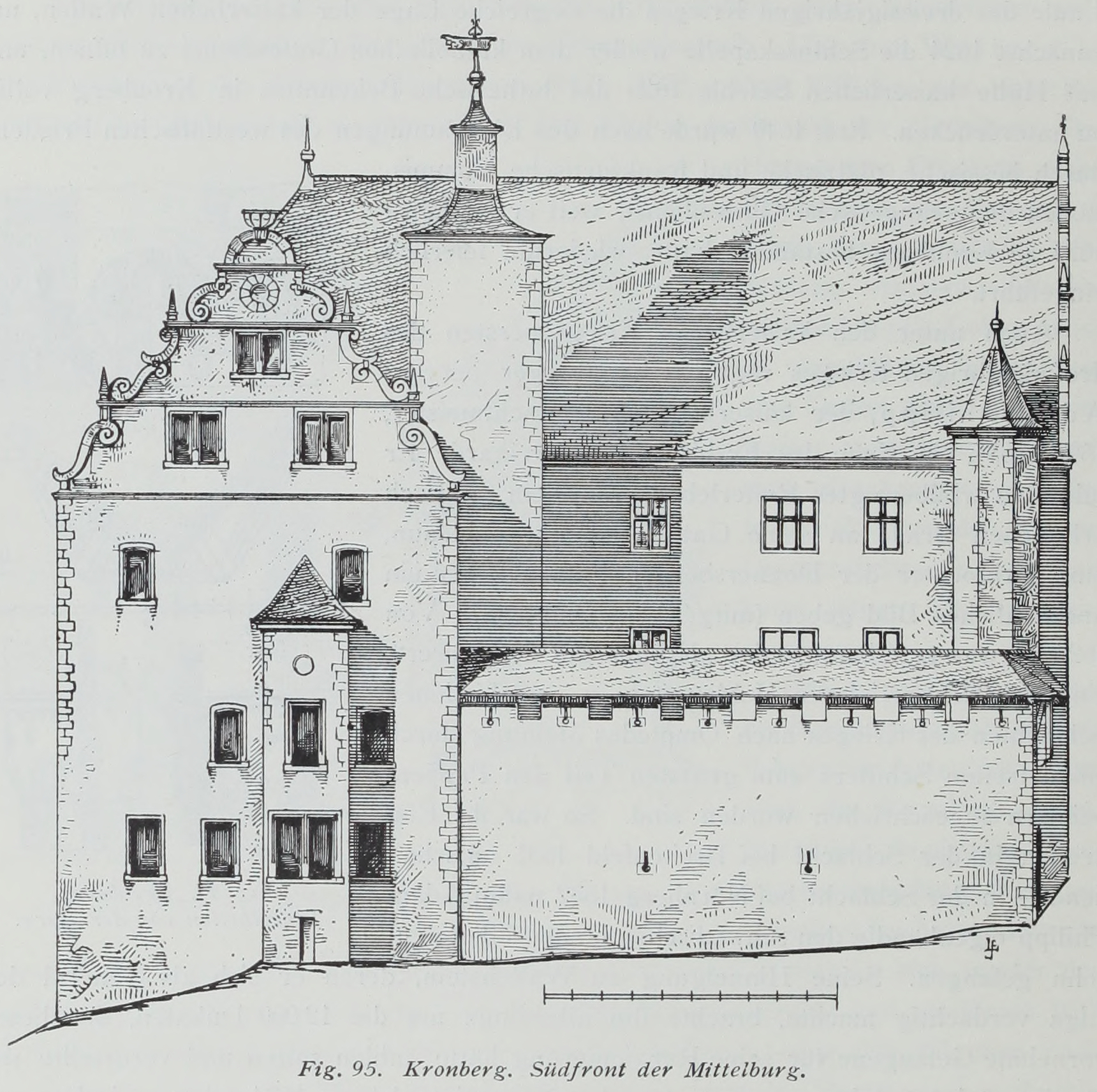
Рисунок, сделанный в 1905 году во время восстановления замка

В 1866 году местность оказалась владением королевства Пруссия. К тому времени замок серьёзно обветшал. Большинство сохранившихся зданий были необитаемы.
Власти Пруссии решили восстановить комплекс, как ценный памятник немецкой истории. Но реальные реставрационные работы начались только в конце XIX века, когда поблизости возвела себе резиденцию Фридрихсхоф вдовствующая императрица Виктория, мать Вильгельма II. После её смерти в 1901 году восстановительные работы продолжил её зять Фридрих Карл Гессен-Кассельский.
Так как полной ясности об изначальном облике многих зданий замка чётких сведений не имелось, то их восстанавливали по образцам сохранившихся замков XVI века. Разумеется, внутренние помещения и интерьеры создавались по современным традициям. Императрица мечтала связать нижний и верхний замок в единое целое, но полностью этот план так и не был реализован.
25 мая 1912 года отреставрированный замок Кронберг открыли для публики как музейный комплекс.
Из-за двух мировых войн и отсутствия должного ухода многие ценные предметы интерьера к середине XX века оказались утрачены.
В 1990 году резиденция стала собственностью специально созданного властями города Кронберг Фонда. Началось поэтапное восстановление замка и прилегающего парка.

### XXI век
В 2001 и 2002 год верхний замок был полностью отреставрирован. А в 2004 году завершились работы по реконструкции нижнего замка. С 2012 по 2017 год прошли серьёзные реставрационные мероприятия по восстановлению внутренних интерьеров. Это стало возможным благодаря крупным частным пожертвованием.
Для удобства посетителей внутри создали современную систему лестниц и лифтов.

## Современное использование
В замке функционируют музей и несколько постоянных экспозиций, а также проводятся временные выставки. Также здесь часто проходят фестивали и концерты. Предусмотрена возможность аренды замка для организации частных мероприятий.

## Здания и сооружения
Многие оригинальные жилые здания нижнего замка, оставшиеся без обитателей, снесли ещё в XVII веке. Сохранились только остатки бывшего подвала.
Нынешние замковые ворота были построены во второй половине XV века. Над ними находилось жилище привратника. Сегодняшние дубовые створки ворот изготовлены во время реставрации, проведённой около 1900 года.
Замковая часовня, примыкающая к воротам замка, была освящена в 1342 году. Она служил и местом захоронения многочисленных представителей семьи владельцев замка. До настоящего времени сохранились некоторые надгробные памятники. Часовня была разрушена во время бомбардировки в 1943 году, тогда же погибли и многие артефакты.
Ранее из замка к городу вели подземные ходы.

## Галерея

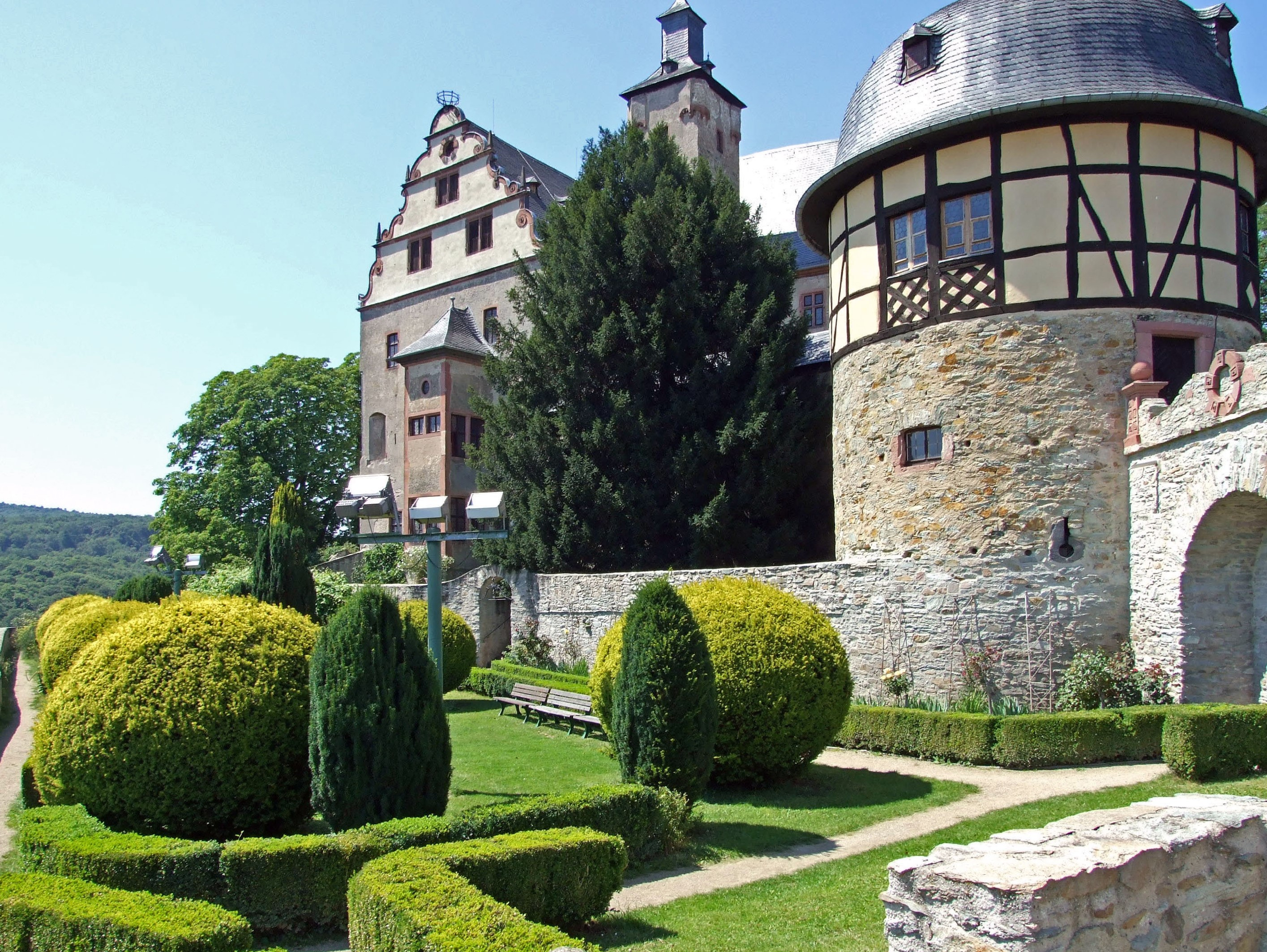
Фасад замка и сад перед ним
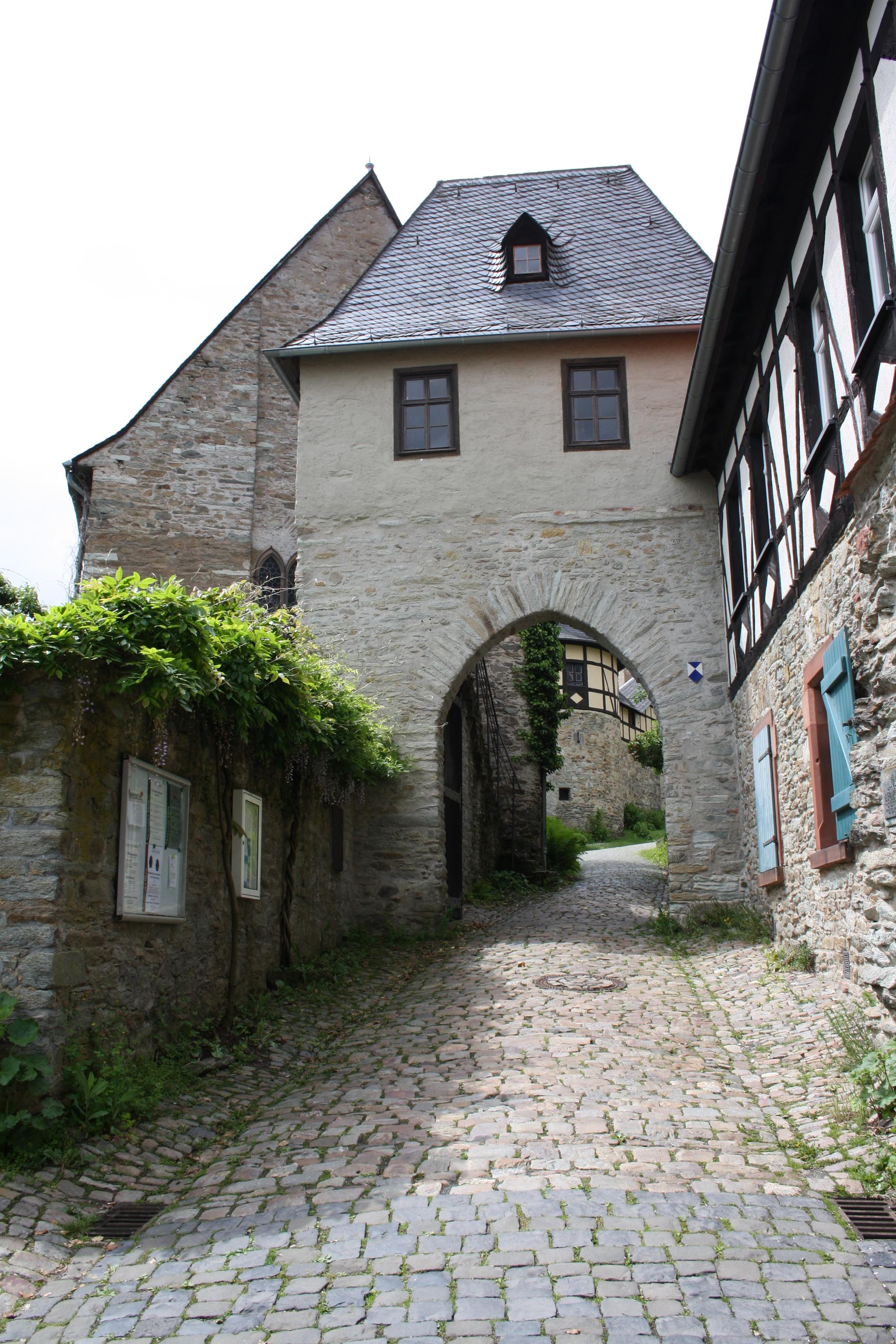
Ворота, ведущие в замок
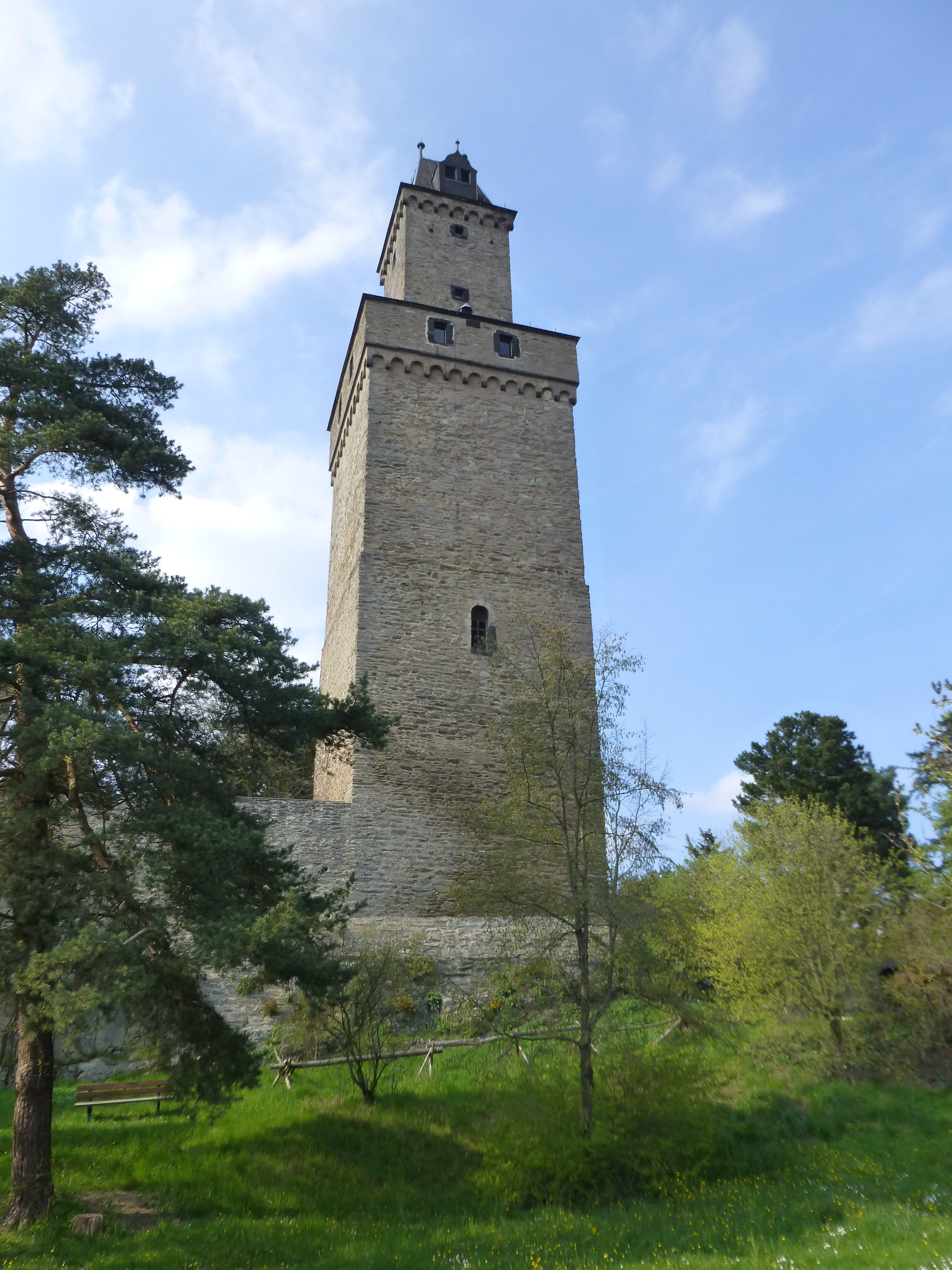
Главная башня
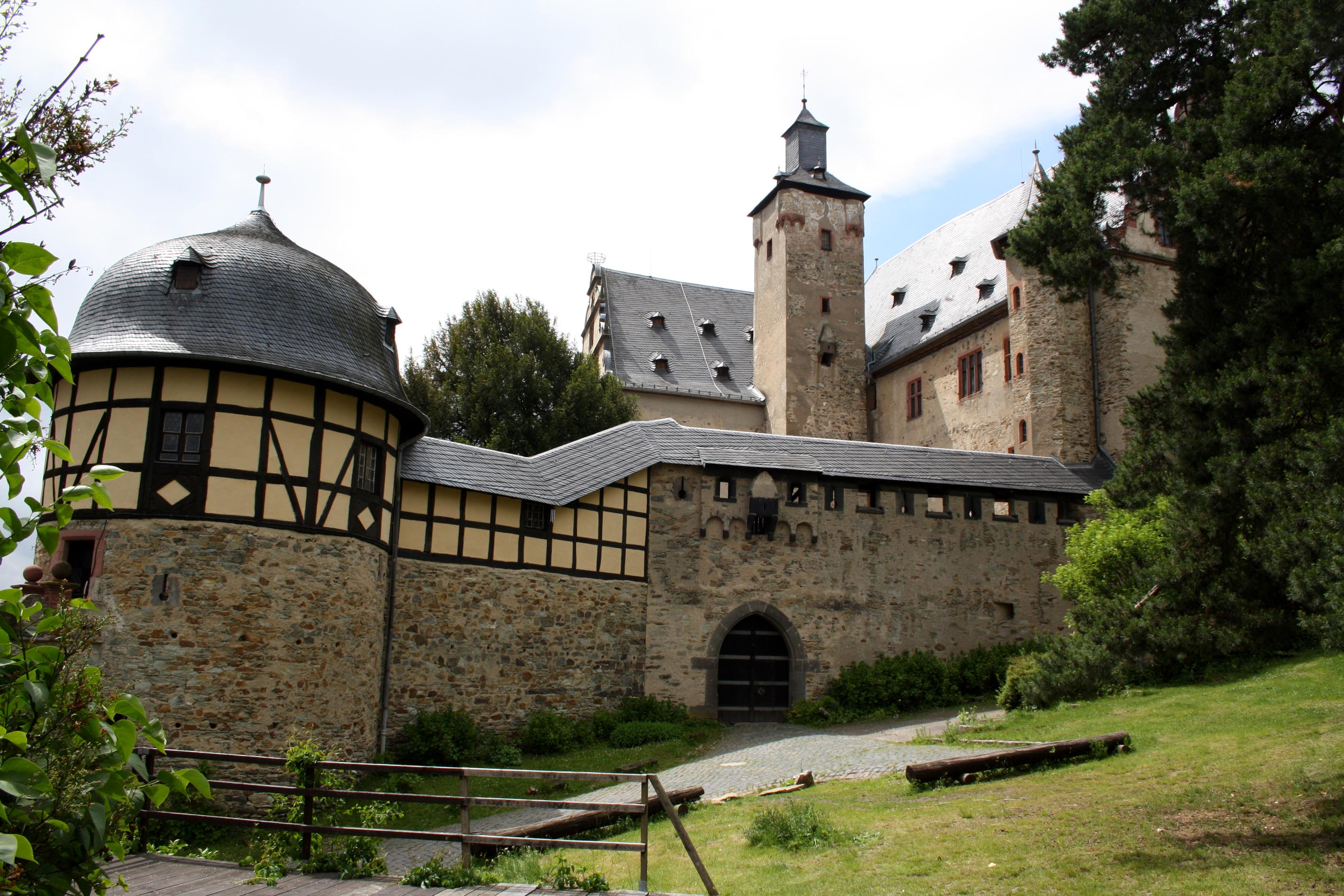
Боковая стена замка
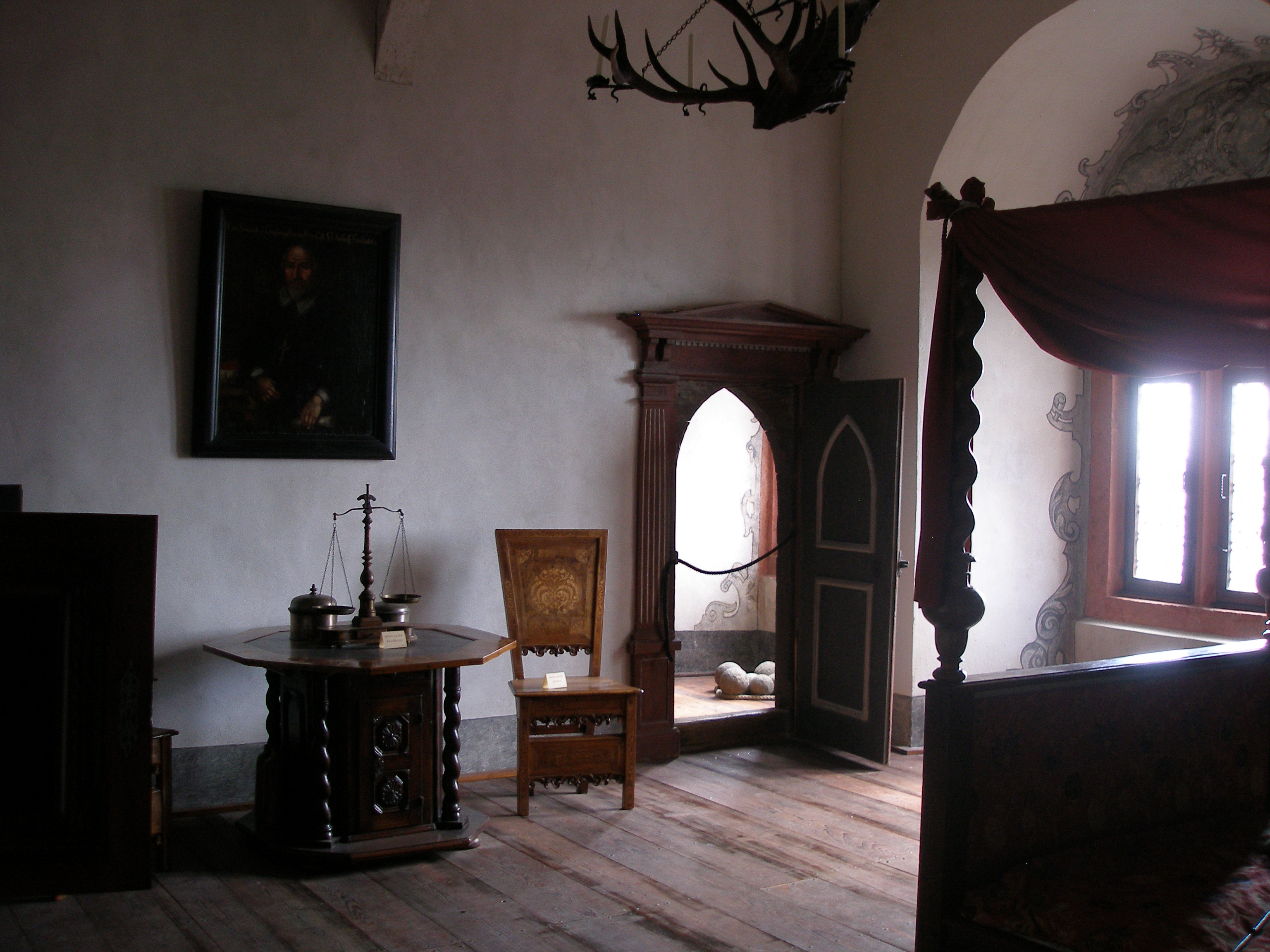
Комната внутри замка